# Krucza (Wysoczyzna Elbląska)
Krucza – wzniesienie o wysokości 92,6 m n.p.m. na Wysoczyźnie Elbląskiej, położone w woj. warmińsko-mazurskim, w powiecie elbląskim, na obszarze administracyjnym miasta Elbląga.

Zamiennie stosowana jest nazwa Góra Chrobrego od pobliskiej ulicy o nazwie "B. Chrobrego". 
Niemieckie mapy podają wysokość wzniesienia wynoszącą 92,6 m n.p.m., zaś według zarządzenia zmieniającego nazwę wysokość wzniesienia wynosi 93 m n.p.m., oprócz tego według informacji opublikowanych na "Geportal-u" wysokość wynosi 92 m n.p.m.
Nazwę Krucza wprowadzono w 1958 roku zastępując niemiecką nazwę Thum Berg. 
Wzniesienie zaliczane jest do zabytkowego parku Bażantarnia. Na południowy zachód od wzniesienia w odległości ok. 1,2 km znajduje się Osiedle przy Młynie.

Wzniesienie Krucza sąsiaduje z dwoma innymi wzniesieniami, tj. na południowy zachód w odległości ok. 600 m Gęsia i na północny wschód w odległości ok. 500 m Wzgórze Marii.